# USS Freedom (LCS-1)
USS Freedom (LCS-1) – pierwszy okręt nowej klasy do walki na wodach litoralnych (ang. Littoral Combat Ship), typu Freedom. „Freedom” jest szybkim okrętem o napędzie konwencjonalnym i bardzo wysokiej manewrowości, przeznaczonym w pierwszym rzędzie do operacji na wodach płytkich i przybrzeżnych. Jako taki, jest wyspecjalizowanym wariantem przyszłych okrętów US Navy typu CG(X). Jego przeznaczeniem miało być przeciwdziałanie potencjalnym zagrożeniom asymetrycznym ze strony min morskich, cichych okrętów podwodnych o napędzie konwencjonalnym, a także zwalczanie przemytu niebezpiecznych materiałów oraz grup terrorystycznych i pirackich na szybkich, uzbrojonych łodziach motorowych. Według założeń okręty klasy LCS miały wyróżniać się modułowością wariantów uzbrojenia oraz dostosowaniem do operowania z niego różnych rodzajów pojazdów bezzałogowych (dronów) oraz sił specjalnych.

## Geneza i założenia

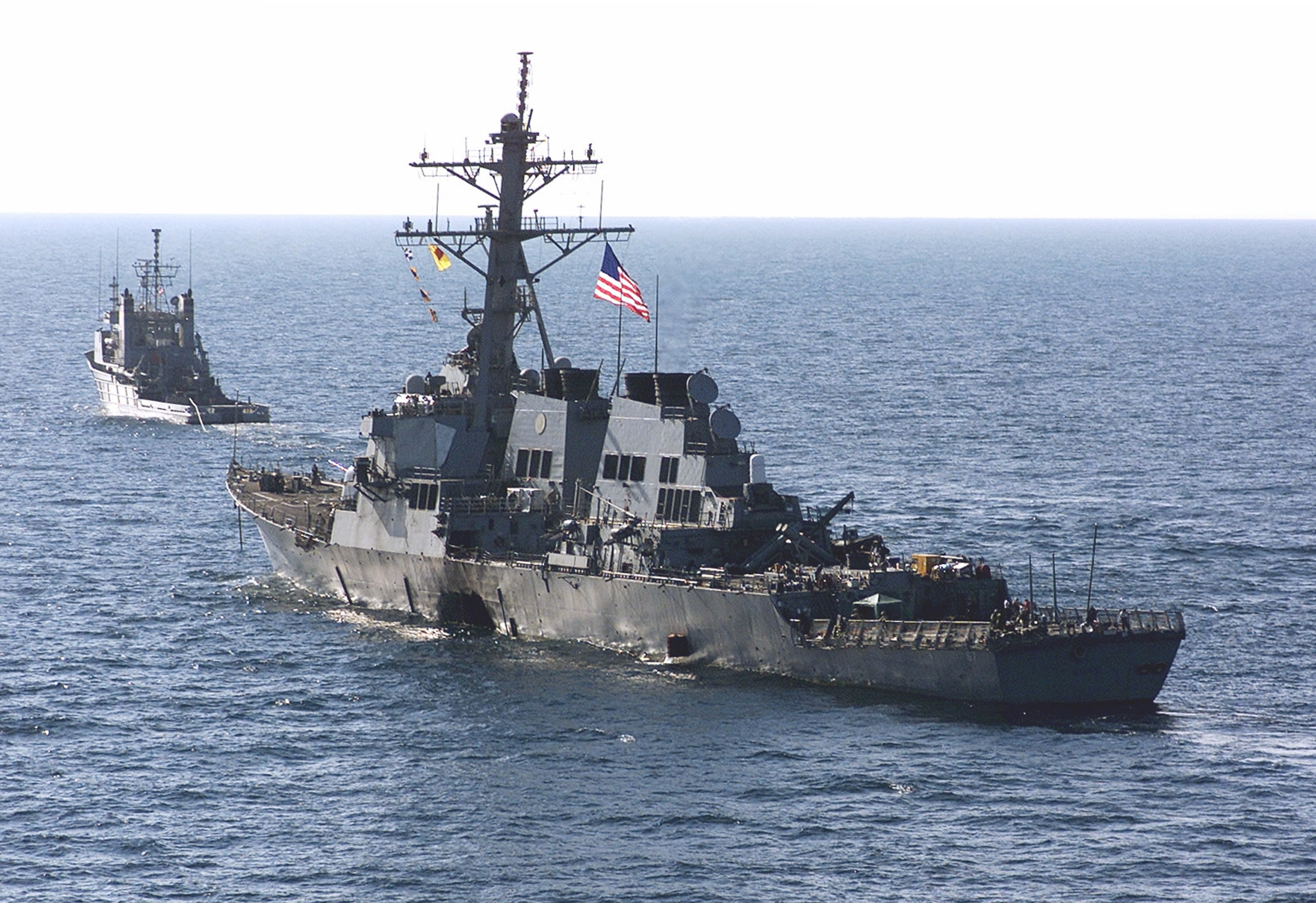
USS „Cole” (DDG-67), ciężko uszkodzony po ataku terrorystycznym

Psychologicznym bodźcem do budowy nowej klasy okrętów litoralnych był terrorystyczny atak z października 2000 roku, kiedy dwóch terrorystów na łodzi motorowej zaatakowało niszczyciel USS „Cole”, zabijając 17 marynarzy i raniąc 39 innych. Atak ten określony został jako „11 września US Navy” (Navy's September 11). Stanowiło to dowód prawdziwości prognoz o wzrastającym ryzyku tzw. „ataków asymetrycznych”, w których Marynarka Wojenna USA i innych państw, a także cywilne jednostki pływające, mogą być atakowane przez różnego rodzaju grupy terrorystyczne, korzystające z prostych środków walki. Pierwsza publiczna deklaracja zamiaru budowy LCS-1 ogłoszona została 1 października 2001 roku, nieformalną dewizą programu stało się „Faster, Better, Cheaper” (Szybciej, Lepiej, Taniej), najważniejszymi zaś parametrami nowych okrętów miały być prędkość i zwrotność.
Zgodnie z założeniami, pierwsza jednostka dostarczona zostać miała w czasie nie dłuższym niż 6 lat od początku prac koncepcyjnych – połowie normalnego czasu. Sama budowa zająć miała 2 lata, przy zwykle czterech. Marynarka wymagała szybkiego okrętu mogącego pływać z prędkością większą niż 40 węzłów, łatwo wyposażanego w różne zestawy broni i systemów obserwacji, na przykład zestaw wyposażenia przeciwminowego miał być łatwo wymienialny na wyposażenie do operacji specjalnych dla celów misji zespołów SEAL. Każdy okręt miał być obsadzony przez bardzo małą załogę (ok. 40 marynarzy), a przy tym tani – 220 milionów dolarów, przy 2 miliardach dolarów za niszczyciel typu Arleigh Burke, czy też 7 do 9 miliardów za lotniskowiec. Wpływ na to miało mieć między innymi szerokie wykorzystanie komponentów cywilnych w ramach programu COTS.
Jak wszystkie planowane okręty LCS, Freedom ma być komplementarny wobec innych programów nowoczesnych okrętów US Navy, zwłaszcza zaś nowych krążowników rakietowych typu CG(X) oraz niszczycieli rakietowych typu DD(1000)

## Konstrukcja
Wbrew wcześniejszym deklaracjom, Marynarka nie ustaliła sztywnej ceny za poszczególne jednostki, co nie motywowało wybranych przedsiębiorstw wiodących w programach dwóch prototypowych okrętów do obniżania kosztów. Na dodatek jeden z nich – Lockheed Martin – nie miał dużego doświadczenia w budowie okrętów. Celem skompensowania tego braku, Lockheed nawiązał współpracę z przedsiębiorstwem zajmującym się architekturą okrętową Gibbs & Cox oraz stoczniami Marinette Marine i Bollinger. Przedstawiona przez Lockheed Martin koncepcja obejmowała oparcie projektu na konstrukcji włoskiego promu, jednakże gdy w 2004 roku Lockheed i Marynarka były już na finiszu negocjacji, sytuacja uległa drastycznej zmianie. cywilne promy bowiem nie mają konstrukcji umożliwiającej ich przetrwanie w sytuacji ciężkich uszkodzeń. US Navy tymczasem żądała, aby konstrukcja uwzględniała fakt, iż w razie ciężkich uszkodzeń odniesionych np. podczas sztormu czy też w trakcie walki, okręt był zdolny do przetrwania do czasu uratowania jego załogi.

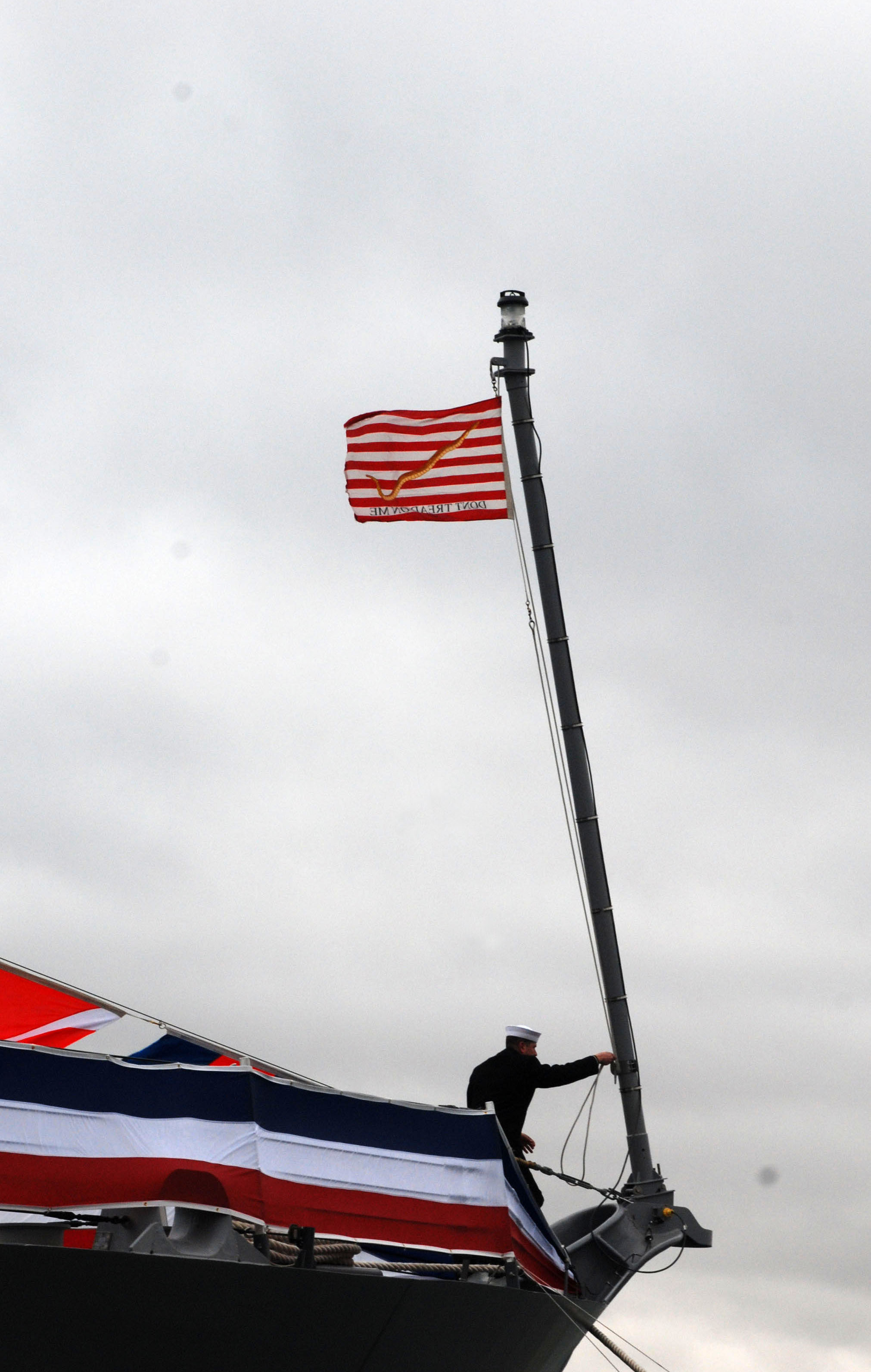
Podniesienie pierwszego Naval Jack US Navy na „Freedom” (LCS-1)

Konsekwencje tego wymagania były tak daleko idące, że spowodowały konieczność znacznej zmiany dotychczasowego projektu. Decyzja ta stała się powodem bardzo ostrej krytyki Marynarki, która – zdaniem krytyków – powinna była z góry przewidzieć tak oczywiste zdawałoby się wymaganie. US Navy tłumaczyła się jednak, iż nie spodziewała się, że komercyjne promy posiadają tak słabą konstrukcję Dodatkowo, niezależnie od programu Littorial Combat Ship, Marynarka zaostrzyła niektóre reguły i wymagania wobec wszystkich okrętów (US Navy Shipbuilding Code), zmieniając m.in. wymagania co do rodzajów systemów przeciwpożarowych na okrętach. Na skutek wszystkich nowych wymagań, zespół Lockheeda dokonać musiał około sześciuset poważnych zmian konstrukcyjnych w niemal wszystkich częściach okrętu. W początkach roku 2005 jednak położono stępkę pod LCS-1 i okręt znalazł się w fazie budowy. Przejście do tego etapu nie oznaczało jednak pokonania problemów, skutkiem bowiem znacznych zmian konstrukcyjnych, 39 gotowych już modułów okrętu nie było optymalnie przygotowanych do montażu w stoczni Marinette, co powodowało znaczne opóźnienia i wzrost kosztów. Problem stał się na tyle poważny, że doprowadził do napiętej sytuacji zarówno w odpowiedzialnym za program dowództwie US Navy, jak i w Lockheed Martin, który obawiał się osłabienia swojej pozycji w toczącej się rywalizacji z General Dynamics o kontrakty na kolejne jednostki LCS. Na domiar złego, stocznia Marinette zaczęła odczuwać braki kadrowe, co spowodowało konieczność angażowania zewnętrznych pracowników bez należytego stopnia doświadczenia. Wystąpiły także braki zaopatrzenia w stal – dolna część kadłuba wymagała tych samych stopów stali, które Pentagon kupował w dużych ilościach do wzmacniania pojazdów HMMWV w Iraku. Największy – niespodziewany – regres prac nastąpił jednak jesienią 2005 roku, kiedy okazało się, że element kluczowej przekładni napędu został źle wycięty, co spowodowało, że opóźnienie w budowie sięgnęło 27 tygodni. Wykonawca przekładni, należąca do General Electric firma G.E. Aviation przyznała, iż winę ponosi jej pracownik, który źle przeczytał rysunek techniczny. Ostatecznie, 23 września 2006 roku „Freedom” został zwodowany (matką chrzestna okrętu została Birgit Smith), natomiast 28 lipca 2008 roku rozpoczął stoczniowe próby morskie. Jednakże w momencie zwodowania „Freedom” był jedynie „skorupą”. Jego siłownie po raz pierwszy uruchomione zostały dopiero w marcu 2008 roku, zaś testy całego systemu napędowego w porcie ukończono 10 lipca. Według ocen w trakcie morskich testów stoczniowych (31 lipca 2008 r.), sprawność okrętu przekracza ustalone założenia.
Do czasu rozpoczęcia testów morskich, koszt programu tego okrętu wyniósł ponad 600 milionów dolarów, czyli o ok. 100 mln przekroczył zrewidowane, planowane koszty, niemal trzykrotnie zaś większy był od oryginalnie zakładanego kosztu 220 mln (co nie zmienia jednak faktu, że jest ponad trzykrotnie mniejszy niż koszt budowy mniej nowoczesnego niszczyciela typu Arleigh Burke). Podczas ceremonii przygotowanej przez komitet USS Freedom Commissioning Committee, 8 listopada 2008 roku w Milwaukee, „Freedom” (LCS-1) został oficjalnie przyjęty do służby w United States Navy.

## Budowa okrętu
USS „Freedom” jest szybkim i wysoce manewrowym okrętem zbudowanym z wykorzystaniem spektrum najnowszych technologii, w wysokim stopniu zautomatyzowanym, stanowiącym też platformę dla startu maszyn załogowych i bezzałogowych. Jego modułowa konstrukcja umożliwia zmienne wyposażenie dostosowane do rodzaju misji, co pozwala w zależności od potrzeb skonfigurować okręt przed wyjściem w morze do zadań przeciwminowych, przeciwpodwodnych (ZOP) lub zwalczania jednostek nawodnych, bądź też wsparcia jednostek lądowych, zwłaszcza lekkich. Bieżące informacje taktyczne mogą być wymieniane przez ten okręt z innymi jednostkami nawodnymi, podwodnymi, lotniczymi oraz jednostkami lądowymi, na co pozwalają zastosowane przy jego konstrukcji i wyposażeniu technologie sieciocentryczne.
Napęd jednostki zapewniają dwa silniki Diesla Fairbanks Morse Colt-Pielstick 16PA6B STC, dwie turbiny gazowe Rolls-Royce MT30 o mocy 96 550 KM (72 MW) oraz cztery zoptymalizowane akustycznie pędniki Rolls-Royce. Jest to niemal rewolucyjny pod względem wydajności system napędowy, którego zastosowanie było jednak konieczne dla osiągnięcia wymaganej prędkości i zwrotności. Niezbędną energię elektryczną zapewniają cztery dieslowskie generatory Isotta Fraschini Model V1708. Fincantieri Marine Systems North America Inc zapewniła również system sterowania ruchem okrętu.
W odróżnieniu od drugiego prototypu LCS USS „Independence”, USS „Freedom” posiada stalowy kadłub monolityczny zaprojektowany z uwzględnieniem bardzo wysokich wymagań co do prędkości i zwrotności, który umożliwia mu osiągnięcie zasięgu 1500 mil morskich przy prędkości 50 węzłów oraz 4300 Mm przy prędkości ekonomicznej 20 węzłów. W trakcie trwającego już programu konstrukcyjnego zorientowano się, iż doskonałym wzorcem dla okrętów litoralnych są kadłuby szybkich komercyjnych promów przybrzeżnych. Doprowadziło to do zmiany koncepcji i konieczności przekonstruowania jednostek – ostatecznie LCS-1 zaprojektowany został na podstawie koncepcji kadłuba komercyjnego włoskiego promu Fincantieri – Cantieri Navali Italiani o wyporności 1100 ton oraz promów typu Jupiter. Kadłub posiada wbudowane wrota rufowe, rufową rampę, boczne wrota startowe oraz dźwig umożliwiający start i podniesienie z wody na pokład pojazdów załogowych i bezzałogowych. W celu ułatwienia osiągania wysokich prędkości i przyspieszeń, przy osiąganiu wysokich mocy przez jednostki napędowe, monolit kadłuba podnosi się ponad wodę w maksymalnym możliwym stopniu. Charakter i różnorodność zadań stawianych przed okrętami LCS, wymagają jednocześnie ich wszechstronności oraz stosowania szerokiego zakresu działań w celu zapewnienia ich trudnowykrywalności (stealth).
System zarządzania walką (Combat Management System) zaprojektowano na bazie otwartej architektury Lockheed Martin COMBATSS-21. Okręt wyposażony jest również w TRS-3D – pracujący w pasmie C radar obserwacji przestrzeni i naprowadzania opracowany przez EADS, a także Soft-Kill Weapon System (SKWS) – wyrzutnie pozoratorów opracowaną przez duńskie przedsiębiorstwo Terma A/S oraz sieciocentryczne systemy obróbki danych – C4ISR.

## Klasyfikacja okrętu
USS „Freedom” nie poddaje się łatwej klasyfikacji w dotychczasowych kategoriach. Najbliższy jest bowiem sklasyfikowania jako fregata, jednakże nie jest to typowy okręt tej klasy. Wydaje się, że sklasyfikowanie okrętów jako LCS jest wynikiem próby przekonania kongresu i podatników o wprowadzeniu nowej jakości do US Navy (podobnie, choć z innych powodów postąpiono w Polsce wymyślając termin „okręt obrony wybrzeża”). Nieco mniejsze, ale analogiczne szwedzkie okręty typu Visby są przecież zaliczone do tradycyjnej klasy korweta. Charakterystyczna mała liczebność załogi czy przeznaczenie do działań w rejonach przybrzeżnych nie są wyznacznikiem klasy w żadnym z obecnie obowiązujących systemów. Jedyne, co wyróżnia amerykańskie i szwedzkie okręty, to możliwość zmiany konfiguracji uzbrojenia w taki sposób, że mogą one wykonywać zadania zarezerwowane dotychczas dla całkowicie odmiennych klas (np. niszczycieli min). Krzysztof Rokiciński zaproponował użycie przymiotnika „uniwersalny” jako wyznacznik podklasy dla okrętów mających właśnie tę możliwość. Zgodnie z tym celnym spostrzeżeniem USS „Freedom” w naszej rodzimej terminologii powinien być sklasyfikowany jako fregata uniwersalna.

## Pakiety modułowe misji
Niezależnie od misji, okręt na stałe wyposażony jest w działo Mk 110 kalibru 57 mm o szybkostrzelności 220 strzałów na minutę, pozwalającej za pomocą programowalnej amunicji Mk 295 zwalczać cele zarówno powietrzne i nawodne, jak i naziemne. Okręt wyposażony jest także w 3 karabiny maszynowe Mk 26 Mod 17 .50 cala (12,7 mm) oraz systemy defensywne obejmujące wyrzutnie flar i system rakietowy obrony bezpośredniej RIM-116 Rolling Airframe Missile zintegrowany z systemem artyleryjskim Mk 15 Phalanx. Wyposażenie lotnicze stanowią dwa helikoptery MH-60R/S lub jeden MH-60R/S i pojazd bezzałogowy VTUAV. Dla okrętu przewidziano także inne bezzałogowe pojazdy, w tym podwodne Unmanned Underwater Vessels (UUV) oraz Unmanned Surface Vessels (USV).

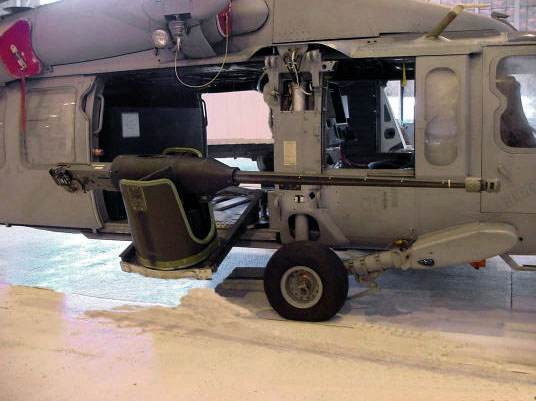
Rapid Airborne Mine Clearance System (RAMICS) w trakcie testów prototypu

Obok stałego wyposażenia jednostki, okręt miał korzystać z łatwo i szybko wymienialnych na pokładzie pakietów modułowych, obejmujących wiele elementów rozwijanych przez Marynarkę Stanów Zjednoczonych w odrębnych programach, które dostarczane są na okręt w zależności od potrzeby – dla poszczególnych misji:
- Mine Warfare (MIW), pakiet zwalczania min – zawiera wiele elementów przeciwpodwodnych w tym AN/WLD-1 Remote Minehunting UUV System – bezzałogowy zdalnie sterowany pojazd przeciwminowy, AN/AQS-20A – holowany sonar i inne czujniki do wykrywania min, Organic Airborne Surface Influence Sweep (OASIS), Airborne Laser Mine Detection System (AES-1 ALMDS), Airborne Mine Neutralization System (AMNS), AN/AWS-1 Rapid Airborne Mine Clearance System (RAMICS) 30 mm z amunicją superkawitacyjną i inne.
- Anti-submarine Warfare (ASW), pakiet broni przeciwpodwodnej obejmuje system obserwacji przestrzeni podwodnej SEA TALON (Tactical Littoral Ocean Network) opracowany przez Lockheed Martin Maritime Systems & Sensors, który integruje system sensorów akustycznych okrętu z półzanurzalnymi pojazdami i zespoły komunikacji sieciocentrycznej. Sensory pasywne obejmują:
  - Advanced Deployable System (ADS) – szybko i łatwo montowaną w dnie okrętu antenę obserwacji akustycznej,
  - półzanurzalny AN/WLD-1 (wchodzący również w skład modułu antyminowego) z systemem walki przeciwpodwodnej,
  - holowany sonar aktywny Remote Towed Active Source (TRAS);
  - wielozakresowa antenę z wielofunkcyjnym sonarem aktywnym (Multiband Transducer), której zadaniem jest mylenie wrogich okrętów podwodnych i torped.
  - helikopter MH-60R/S (przenoszący torpedy Mark 54 MAKO, boje sonarowe, skonstruowany przez Raytheon lotniczy sonar niskiej częstotliwości AN/AQS-22) oraz bezzałogowe pojazdy nawodne.
  - USV (zanurzalny sonar, multistatyczny sonar aktywny oraz ULITE ultralekki sonar holowany) opracowany przez General Dynamics Robotics
- Surface Warfare (SUW) pakiet przeciwokrętowy, zawiera:
  - szybkostrzelne działo 30 mm (używane także jako rapid airborne mine clearance system – system zwalczania min oraz przez Expeditionary Fighting Vehicle Korpusu Piechoty Morskiej Stanów Zjednoczonych)
  - niesterowany Precision Attack Munition Missile System (PAMM) z systemem naprowadzania na podczerwień i laserowym, głowicą z wieloma trybami działań oraz zasięgiem do 40 km.
  - Non-Line-of-Sight Launch System (NLOS-LS)
  - helikopter MH-69R/S uzbrojony w działa oraz system rakietowy powietrze-powierzchnia Hellfire

## Przyszłość okrętów LCS typu LCS-1
Mimo pierwotnych deklaracji wyboru jednej konstrukcji, USN zdecydowało o produkcji obu konkurencyjnych konstrukcji. Do końca 2018 roku zwodowano 10 okrętów typu LCS-1, przy czym w służbie jest 7 jednostek. Swoje zainteresowanie okrętami deklarował Izrael, jednak po oszacowaniu kosztów jednostki, zdecydował się na inną konstrukcję.
Przy niewielkiej wyporności 3556 t (wyporność bojowa) zaprojektowano jednostkę ze stalowym kadłubem oraz aluminiowymi nadbudówkami. Dzięki temu kadłub jest lekki ale ma niewielką odporność na pożar. Projekt oparto na jednostkach cywilnych. Efektem jest fakt, że nadbudówki są nieopancerzone i nie dają żadnej ochrony w sytuacji trafienia przez przeciwnika. Kadłub ma minimalną odporność. Okręt może pływać przy pokruszonym lodzie. Zakładano, że przez automatyzację okrętu do obsługi wystarczy 40 marynarzy, plus personel obsługujący określony moduł. W praktyce okazało się, że załoga jest przeciążona zadaniami, zmęczona i niewyspana. Do dzisiaj tego problemu nie rozwiązano. Okręt ma stosunkowo niewielki zasięg wynoszący 3500 mil morskich przy prędkości ekonomicznej. Próbowano zwiększyć możliwości okrętu przez instalacje wyrzutni pocisków Harpoon. Jednak po nieudanych strzelaniach (rakiety nie trafiały w cel), zrezygnowano z tego uzbrojenia. Ostatecznie podjęto decyzję o dozbrojeniu okrętu w norweskie rakiety przeciwokrętowe NSM (jak na razie nabyto pojedynczy zestaw). Nie zakończono prac nad modułami zadaniowymi, i nie jest pewne czy będą one kontynuowane. Poza tym instalacja modułów okazała się bardzo skomplikowana i czasochłonna. Ogromnym problemem okazała się korozja kadłuba oraz ciągłe awarie, szczególnie układu napędowego. Doszło do sytuacji, kiedy wiele miesięcy okręty LCS były pozbawione możliwości udziału w misjach bojowych.
W chwili obecnej (początek 2019 r.) okręty klasy Freedom nie są pełnoprawnymi jednostkami bojowymi. Mogą uczestniczyć jedynie w konfliktach asymetrycznych, pełniąc rolę okrętów patrolowych, zwalczania handlu narkotykami oraz antypirackich. Jednak w przeciwieństwie do konkurencyjnej konstrukcji (klasa Independence), przedstawiciele marynarki widzą, przynajmniej ograniczony, potencjał bojowy konstrukcji.